# Дюпертуи, Джейсон
Джейсон Дюпертуи (фр. Jason Duperthuy) — французский биатлонист, выступает за клуб «Монблан».

## Карьера
С детства занимался лыжами и до 2005 года выступал за клуб «Ле Контамин – Монжуа». В биатлон перешёл в 2006 году. Член юношеской сборной Франции с сезона 2010/2011 года.
Дебют на международных соревнованиях состоялся на чемпионате мира среди юниоров в 2011 году в чешском Нове-Место, где он среди юношей занял 12 место в спринте,  25-е — в преследовании и 28-е место — в индивидуальной гонке. На чемпионате мира среди юниоров 2012 года в финском Контиолахти выступил только в одной гонке — индивидуальной, в которой занял 47-е место.
В 2012 году впервые участвовал в Кубке IBU на этапе во французском От-Морьене, где занял 46-е место в спринте и 52-е в преследовании. Лучшим результатом в Кубке IBU является 14-место в спринте, показанное в сезоне 2013/2014 на этапе в итальянском Валь-Риданна.
На чемпионате Европы по биатлону 2012 года в словацком Осрблье Джейсон выступил в категории мужчин (до 26 лет). В спринте финишировал 40-м, в преследовании — 42-м, в индивидуальной гонке — 48-м.
Бронзовый призёр чемпионата Франции 2013 года среди юниоров в масс-старте.